# Janusz Pindera
Janusz Pindera (ur. 7 listopada 1955 w Pionkach) – polski dziennikarz i komentator sportowy, najbardziej znany z komentowania walk boksu zawodowego.

## Życiorys
W Pionkach (województwo mazowieckie) ukończył liceum ogólnokształcące. W czasie pierwszego roku studiów w Lublinie (Wydział Prawa i Administracji Uniwersytetu Marii Curie-Skłodowskiej) pracował w studenckim Radiu Centrum, w którym stworzył redakcję sportową. Jego pierwszymi sprawozdaniami były relacje dla Radia Centrum z MŚ w hokeju w 1976 rozgrywanych w Polsce, w tym ze słynnego meczu Polska – ZSRR. W czasie drugiego roku studiów podjął pracę w redakcji sportowej Telewizji Polskiej w Warszawie. Był ostatnim kierownikiem działu sportowego „Sztandaru Młodych”, w którym pracował w latach 1979-1997. Komentował wszystkie letnie igrzyska olimpijskie od 1992.
Specjalizuje się w komentowaniu walk bokserskich, podnoszenia ciężarów oraz meczów tenisa stołowego i siatkówki. Komentował wydarzenia i zawody sportowe dla Canal+, Orange Sport, Polsacie Sport. Aktualnie pracuje w „Rzeczpospolitej” oraz w Eurosporcie. Od 2020 roku, razem z Kacprem Bartosiakiem, prowadził program „Moje wielkie walki” na Kanale Sportowym na platformie YouTube. W tym samym roku razem z Maciejem Turskim zaczął komentować walki bokserskie na gołe pięści z pod szyldu organizacji Gromdy. Od 2021 roku, jest komentatorem walk bokserskich dla polskiej sekcji platformy streamingowej DAZN i od 2022 także dla Viaplay Polska.